# Piotr Pustelnik
Piotr Pustelnik (ur. 12 lipca 1951 w Łodzi) – polski inżynier chemik, alpinista i himalaista, zdobywca Korony Himalajów i Karakorum.

## Życiorys
Piotr Pustelnik jest doktorem inżynierii chemicznej, pracownikiem naukowym Wydziału Inżynierii Procesowej i Ochrony Środowiska Politechniki Łódzkiej. Jako trzeci z polskich himalaistów (po Jerzym Kukuczce i Krzysztofie Wielickim) zdobył wszystkie 14 szczytów liczących powyżej 8000 m n.p.m. Koronę zamknęło wejście na Annapurnę (8091 m n.p.m.) w dniu 27 kwietnia 2010 r. o 13:45 czasu lokalnego.
Pustelnik jest twórcą projektu „Trzy Korony”, czyli pomysłu na zdobycie Korony Ziemi, Koronki Ziemi (drugie co do wysokości szczyty kontynentów) i Korony Himalajów i Karakorum.
Wychowanek, wieloletni członek i kilkukrotny prezes Akademickiego Klubu Górskiego w Łodzi. Do 2007 był redaktorem naczelnym miesięcznika górskiego „n.p.m.”. W 2007 został nagrodzony nagrodą Explorera, przyznawaną co roku, podczas Explorers Festival w Łodzi, światowym indywidualnościom w dziedzinie eksploracji. W 2006 r. wraz z Piotrem Morawskim został finalistą Nagrody Środowisk Wspinaczkowych „Jedynka” za Tryptyk Himalajski – Cho Oyu (droga norm), Annapurna Wschodnia (wsch. grań), Broad Peak (droga normalna) – projekt zrealizowany bez zdobycia głównej Annapurny z powodu konieczności udzielenia pomocy Tybetańczykowi. W marcu 2011 dostał nagrodę „Super Kolosa 2010” za zdobycie Korony Himalajów, jako trzeci Polak i dwudziesty himalaista na świecie.
W maju 2016 roku został prezesem Polskiego Związku Alpinizmu. We wrześniu 2017 ukazała się autobiografia Piotra Pustelnika, której współautorem jest dziennikarz i fotograf Piotr Trybalski.

### Życie prywatne
Nie ukończył swojego pierwszego kursu wspinaczki skałkowej. Jego instruktor Andrzej Wilczkowski uznał, że Pustelnik nie nadaje się do wspinaczki.
Wspinają się również jego starsi synowie, Adam i Paweł.

## Wejścia na wierzchołki ośmiotysięczników
1. 19 lipca 1990 – Gaszerbrum II (8035 m)
2. 12 lipca 1992 – Nanga Parbat (8126 m)
3. 24 września 1993 – Czo Oju (8201 m)
4. 6 października 1993 – Sziszapangma (8013 m)
5. 26 września 1994 – Dhaulagiri (8167 m)
6. 12 maja 1995 – Mount Everest (8848 m) – wejście z tlenem[6]
7. 14 sierpnia 1996 – K2 (8611 m) – wejście z tlenem[7]
8. 15 lipca 1997 – Gaszerbrum I (8068 m)
9. 15 maja 2000 – Lhotse (8516 m) – wejście z tlenem
10. 15 maja 2001 – Kanczendzonga (8586 m) – wejście z tlenem
11. 16 maja 2002 – Makalu (8463 m) – wejście z tlenem
12. 17 maja 2003 – Manaslu (8156 m) – tlen używany w trakcie snu
13. 8 lipca 2006 – Broad Peak (8047 m)
14. 27 kwietnia 2010 – Annapurna I (8091 m) – wejście z tlenem

oraz
1. 21 lipca 1997 – Gaszerbrum II (8035 m) – po raz drugi
2. 22 lipca 2005 – Rocky Summit (8006 m) (przedwierzchołek Broad Peak)

## Książki
- "Ja, pustelnik. Autobiografia", Piotr Pustelnik, Piotr Trybalski, Wydawnictwo Literackie, 2017, (ISBN 978-83-08-06319-4)

- "Pojechane podróże 2. 10 lat Trzech Żywiołów", 2013 – współautor (ISBN 978-83-936949-0-7)